# Machine Intelligence Research Institute
Machine Intelligence Research Institute (MIRI), tidigare Singularity Institute for Artificial Intelligence (SIAI), är en ideell organisation som grundades år 2000 för att forska om säkerhetsfrågor som rör utvecklingen av stark AI (Artificiell generell intelligens). Nate Soares är den nuvarande verkställande direktören, efter att ha tagit över från Luke Muehlhauser i maj, 2015.
MIRI tekniska agenda hävdar att nya formella verktyg behövs för att garantera en säker drift av framtida generationer av AI programvara (vänlig artificiell intelligens).